# FluxBB
FluxBB — безкоштовний скрипт форуму з  відкритим вихідним кодом, поширюваний під GNU GPL. Написаний на PHP і використовує базу даних MySQL. У цей час останньою версією є 1.5, навесні 2012 року планується вихід версії 2.0. Команда розробників форуму відгалузилася від PunBB у 2008 через управлінські проблеми.
На SourceForge.net FluxBB було оголошено фіналістом нагороди «Вибір Суспільства 2008» в категорії «Найкращий новий проект».

## Особливості
- Швидкість
- Гручкість
- Простий інтерфейс
- Малий розмір дистрибутиву
- Настроювані шаблони
- Розширюваність за допомогою плагінів
- Захист від спаму
- RSS-канали

Попри зовнішню простоту та малий розмір дистрибутиву (менше 2Мб), FluxBB має функціональність великого форуму: він підтримує BB-код, керування користувачами, стилями і мовами, завдяки своїй гнучкості легко пристосовується для будь-яких потреб. Також користувач має змогу встановити у форумі додаткові плагіни, що ще більше збільшує його можливості.
Восени 2011 року вийшла українська локалізація для FluxBB 1.4.7, яку можна безкоштовно завантажити з офіційного сайту.